# 검은오리나무

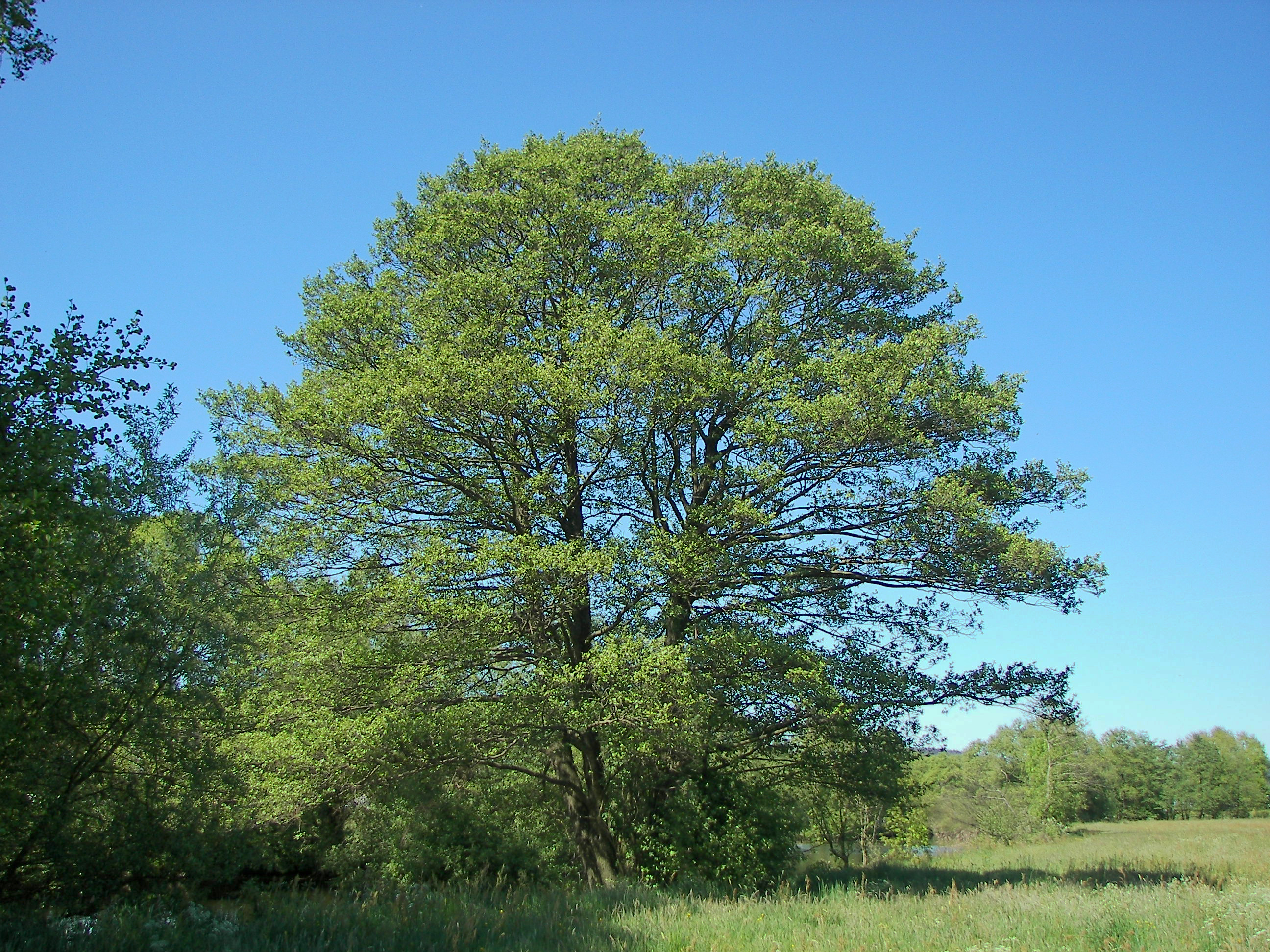
검은오리나무.

검은오리나무(Alnus glutinosa, common alder, black alder, European alder, alder)는 자작나무과에 속하는 나무 종의 하나로, 유럽 대부분 지역, 아시아 남서부, 아프리카 북부에서 자생한다.
중간 크기의 짧게 생존하는 나무로, 높이는 최대 30미터 (300 피트)까지 자란다. 열매는 조그맣고 둥근 견과이며, 씨는 바람과 물에 의해 퍼진다.

## 분류
검은오리나무는 칼 폰 린네가 1753년에 두 개의 오리나무 가운데 하나로 처음 기술하였다(다른 하나는 A. incana). 1785년 장바티스트 라마르크는 이 종을 Betula glutinosa라는 이름의 완전한 종으로 취급하였다. 현재의 학명은 1791년 조지프 게르트너가 1791년 이 종을 Alnus로 옮기면서 정착되었다.